# Liber Peristephanon
«Перістефано́н» (лат. Liber Peristephanon, від грец. Περὶ στεφάνων) — латинський збірник гімнів і поем на честь християнських мучеників. Створений між 404 і 405 роками. Автор — римський поет Пруденцій. Грецьку назву книги можна перекласти як «Книга про вінці», якими нагородять мучеників на Небесах, або «Книга про Стефана», першого християнського мученика в Єрусалимі. Складається з 14 гімнів. Стандартна структура і нумерація гімнів сходить до ранньомодерного видання Зіхарда 1527 року. Первісно збірка складалася з семи поем-страждань, присвячених мученикам Лаврентію, Вікентію, Кассіяну, Іполиту, апостолам Петру і Павлу, Кипріяну й Агнесі. Згодом ці поеми були доповнені гімнами. Одне з цінних джерел з історії християнської церкви. Також — Peristephanon Liber, P.L.

## Опис
У збірці прославляються мученики з Іспанії (Еметерій і Хелідоній, Евлалія, Вікентій, Фруктуоз, Авгурій і Евлогій), Риму (Лаврентій, Іполит, Петро і Павло, Агнеса), та інших місць (Роман Антіохійський, Кипріян). В основі праці — «Діяння мучеників» (Acta martyrum), популярна антологія житія святих. Виклад ведеться за єдиною схемою: взяття під варту, допит, страта, дива і вознесіння душі на небо. Діалог між суддею і обвинуваченим (як правило, багатослівний) будується, з урахуванням риторичних норм, за традиційними зразками християнської полеміки з язичниками. У гімнах використано 12 віршованих розмірів. Обсяг різний — від 18 до 1140 рядків. У віршах переплітаються елементи епосу, драми і лірики.

## Зміст
| №     | Назва | Переклад                                                                                                   |
| ----- | --- | --- |
| I.    | Hymnus in honorem sanctorum martyrum Emeteri et Chelidoni Calagurritanorum                                           | Гімн на честь святих мучеників Еметерія і Хелідонія Калагуррських                                          |
| II.   | Passio Laurentii beatissimi martyris                                                                                 | Страждання блаженнішого мученика Лаврентія                                                                 |
| III.  | Hymnus in honorem passionis Eulaliæ beatissimæ martyris                                                              | Гімн на честь страждань блаженнішої мучениці Евлалії                                                       |
| IV.   | Hymnus in honorem sanctorum decem et octo martyrum Cæsaraugustanorum                                                 | Гімн на честь вісімнадцяти святих мучеників Цезар-Августинських                                            |
| V.    | Passio sancti Vincenti martyris                                                                                      | Страждання святого мученика Вікентія                                                                       |
| VI.   | Hymnus in honorem beatissimorum martyrum Fructuosi episcopi ecclesiae Tarraconensis et Augurii et Eulogii diaconorum | Гімн на честь блаженніших мучеників Фруктоза, єпископа церкви Тарраконської, та дияконів Авгурія і Евлогія |
| VII.  | Hymnus in honorem Quirini beatissimi martyris episcopi ecclesiae Siscianae                                           | Гімн на честь блаженнішого мученика Квіріна, єпископа церкви Сісціанської                                  |
| VIII. | De loco in quo martyres passi sunt, nunc baptisterium est Calagorra                                                  | Про місце, де постраждали мученики і де нині Калагуррський баптистерій                                     |
| IX.   | Passio Cassiani Forocorneliensis                                                                                     | Страждання Кассіяна Форокорнеліанського                                                                    |
| X.    | Romanus contra gentiles                                                                                              | Роман проти язичників                                                                                      |
| XI.   | Ad Valerianum episcopum de passione Hippolyti beatissimi martyris                                                    | До єпископа Валеріана про страждання блаженнішого мученика Іполита                                         |
| XII.  | Passio Apostolorum                                                                                                   | Страждання апостолів (Петра і Павла)                                                                       |
| XIII. | Passio Cypriani | Страждання Кипріяна                                                                                        |
| XIII. | Passio Agnes | Страждання Агнеси                                                                                          |

## Видання
- Peristephanon Liber. Sichard, 1527.

## Переклади
- Marchesi, C. Le corone di Prudenzio, Roma, 1917.
- Canali, L. Le corone, Firenze, 2005.
- Michael Roberts. Poetry and the Cult of the Martyrs. The Liber Peristephanon of Prudentius, Ann Arbor 1993.
- Fux, Pierre-Yves. Les sept Passions de Prudence (Peristephanon 2.5.9.11-14). Introduction générale et commentaire. Universitaires Fribourg, 2003.
- Fux, Pierre-Yves. Prudence et les martyrs : hymnes et tragédie (Peristephanon 1.3-4.6-8.10). Academic Press Fribourg, 2013.
- О венцах мучеников (Peristephanon) // Поэты имперского Рима. Пер. с лат. Т.Л. Александровой. М.: Изд-во ПСТГУ, 2013. С. 106-251.